# Heinrich Gerhard Lambrecht
Heinrich Gerhard Lambrecht, Pseudonym Ralph Lambrecht (* 16. November 1812 in Oldenburg (Oldb); † 29. März 1898 ebenda) war ein deutscher Schriftsteller und Leiter der „Bewahr- und Pflegeanstalt“ im ehemaligen Kloster Blankenburg.

## Leben
Lambrecht war der Sohn des Oldenburger Kaufmanns Diedrich Lambrecht (1780–1839) und dessen Ehefrau Pauline Gerhardine, geb. Pletzky (1785–1838). Nach dem Besuch des Alten Gymnasiums Oldenburg trat Heinrich Gerhard Lambrecht im April 1829 im Alter von 16 Jahren als Soldat in den oldenburgischen Militärdienst ein und wurde bald danach Unteroffizier. Als begabter und ehrgeiziger Mensch war Lambrecht allerdings mit dieser sozial untergeordneten Stellung unzufrieden und versuchte, als autodidaktischer Schriftsteller den sozialen Aufstieg in die Schicht des oldenburgischen Bildungsbürgertums zu erreichen. In dem Bibliothekar Christian Friedrich Strackerjan, der den größten Teil der damals in Oldenburg erscheinenden Zeitungen und Zeitschriften herausgab, fand er einen Förderer, der ihm Veröffentlichungsmöglichkeiten verschaffte. Seit Mitte der 1830er Jahre schrieb Lambrecht zahlreiche Aufsätze für Zeitschriften, Gedichte, Reisebeschreibungen, Theaterrezensionen und Theaterstücke. Von seinen Werken wurden das Lustspiel Die drei Paletots und das Schauspiel Die Raben von Marseille 1846 bzw. 1847 am Hoftheater Oldenburg aufgeführt. Daneben veröffentlichte er eine Sammlung oldenburgischer Sagen und redigierte von 1849 bis 1852 die konservative Zeitschrift Volksfreund, die Nachfolgerin der vorher von Strackerjan herausgegebenen Mitteilungen aus Oldenburg.
Lambrecht bemühte sich sehr um Anschluss an das akademische Bildungsbürgertum der Residenzstadt Oldenburgs, dass er neidvoll bewunderte. Trotz seiner Bemühungen blieb ihm der Zugang zu dem tonangebenden Mittelpunkt, dem Literarisch-geselligen Verein, verwehrt und er blieb als schreibender Unteroffizier ein Außenseiter. Der sich daraus entwickelnde Minderwertigkeitskomplex führte Lambrecht in eine zunehmende Gegnerschaft gegen die führenden Intellektuellen Oldenburgs. Sie äußerte sich 1843/44 in scharfen Angriffen gegen die Theaterkritiken Adolf Stahrs und vor allem 1844/45 in seinem Werk Geheimnisse von Oldenburg, dessen Titel eine bewusste Anspielung auf den kurz zuvor erschienenen populären Feuilletonroman Les mystères de Paris des französischen Schriftstellers Eugène Sue darstellte. So wie auch Sue in seinem Werk, rechnete Lambrecht darin mit einem sarkastischen Rundumschlag mit vermeintlichen und tatsächlichen Gegnern ab und beschrieb ironisch-kritisch die gesellschaftlichen Verhältnisse Oldenburgs. Da er als Außenseiter die Schwächen des oldenburgischen Bürgertums mit scharfem Blick herausstellte, löste sein Werk großes Aufsehen und einen Sturm der Entrüstung aus. Vermutlich deshalb veröffentlichte Lambrecht in den folgenden Jahren zunächst keine weiteren Schriften.
Da Lambrecht schriftstellerisches Ansehen verwehrt blieb, konzentrierte er sich auf seinen beruflichen Aufstieg, was seinen Ehrgeiz befriedigte und ihm doch noch die ersehnte gesellschaftliche Anerkennung verschaffte. Nach Ausbruch der Deutschen Revolution verbesserten sich die Beförderungschancen für Mannschaftsdienstgrade und Lambrecht wurde im April 1848 zum Leutnant befördert. Er nahm als Teil des oldenburgischen Kontingents am Feldzug gegen Dänemark im Rahmen der Schleswig-Holsteinischen Erhebung teil und gründete danach seinen eigenen Hausstand. Am 14. Dezember 1848 heiratete er in Oldenburg Henrike Helene Gesine Boltes (1817–1896), die Tochter eines Gastwirts. Im Oktober 1856 wurde Lambrecht auf eigenes Ansuchen mit dem Charakter eines Oberleutnants verabschiedet und übernahm die Verwaltung der Geisteskrankenanstalt im ehemaligen Kloster Blankenburg. In den 1850er Jahren herrschten dort menschenunwürdige Zustände; Lambrecht setzte sich energisch für die Schaffung erträglicher Verhältnisse ein. Durch seine Anstrengungen erreichte er allmählich eine Verbesserung der Unterbringung und Versorgung der Kranken. Im Mai 1883 wurde er im Alter von 71 Jahren pensioniert.
Seine Schriften gerieten zu Recht schon bald in Vergessenheit, lediglich die Geheimnisse von Oldenburg gelten heute noch als eine anschauliche Quelle zur vormärzlichen Sozial- und Mentalitätsgeschichte.

## Werke
- Wlaska oder Männerfeindin. Ein Drama in 5 Aufzügen nach van der Velde. Mannheim. 1836.
- Gedichte. Oldenburg. 1840.
- Die Geheimnisse von Oldenburg oder Schilderungen oldenburgischer Zustände. 4 Hefte, Oldenburg. 1844–1845.
- Die Lustfahrt nach Helgoland auf dem eisernen Bremer See-Dampfschiffe Koning Wilhelm II. Oldenburg. 1845.
- Drei Paletots. Lustspiel. Oldenburg. 1846.
- Sagen und Novellen aus Oldenburgs Vorzeit. Bd. 1 (mehr nicht erschienen), Oldenburg. 1845. Bd. 2, 1852.
- Des Vaters Tod (Großherzog Paul Friedrich August) 27.2.1853. Oldenburg. 1853.